# Els bojos del Cannonball 3
Els bojos del Cannonball 3 (títol original en anglès Speed Zone!) és una pel·lícula estatunidenca de 1989 dirigida per Jim Drake. Es tracta de la tercera i última pel·lícula de la saga cinematogràfica The Cannonball Run. Ha estat doblada al català.

## Argument
La pel·lícula, igual que la preqüela, inspirada en la Cannonball Baker Sea-To-Shining-Sea Memorial Trophy Dash és una carrera de cotxes il·legal, els competidors són detinguts abans de l'inici del concurs i els patrocinadors han de trobar altres conductors al més aviat possible.

## Repartiment
- John Candy: Charlie Cronan
- Eugene Levy: Leo Ross
- Joe Flaherty: Vic DeRubis
- Donna Dixon: Tiffany
- Matt Frewer: Alec Stewart
- Tim Matheson: Jack O'Neill
- Mimi Kuzyk: Heather Scott
- John Schneider: Donato
- Alyssa Milano: Lurleen